# Małe Wesełe
Małe Wesełe (ukr. Мале Веселе, wcześniej Radhospne, ukr. Радгоспне) – osiedle na Ukrainie, w obwodzie charkowskim, w rejonie charkowskim. W 2001 liczyło 176 mieszkańców.